# Cong Yuzhen
Cong Yuzhen (chinesisch 叢玉珍 / 丛玉珍, Pinyin Cóng Yùzhēn; * 22. Januar 1963 in Wendeng) ist eine ehemalige chinesische Leichtathletin, die sich auf das Kugelstoßen spezialisiert hat. 1985 und 1987 wurde sie Asienmeisterin.

## Sportliche Laufbahn
Erste internationale Erfahrungen sammelte Cong Yuzhen vermutlich im Jahr 1985, als sie bei den Asienmeisterschaften in Jakarta mit einer Weite von 18,36 m die Goldmedaille gewann. Anschließend belegte sie beim IAAF World Cup in Canberra mit 17,83 m den fünften Platz. Im Jahr darauf gelangte sie bei den Goodwill Games in Moskau mit 17,33 m auf Rang zehn und anschließend gewann sie bei den Asienspielen in Seoul mit 17,44 m die Silbermedaille hinter ihrer Landsfrau Huang Zhihong. 1987 wurde sie bei den erstmals ausgetragenen Hallenweltmeisterschaften in Indianapolis mit 16,44 m 13. und im Juli verteidigte sie bei den Asienmeisterschaften in Singapur mit 18,17 m ihren Titel. Im Jahr darauf nahm sie an den Olympischen Sommerspielen in Seoul teil und belegte dort mit 19,69 m im Finale den neunten Platz. 1993 gelangte sie bei den Weltmeisterschaften in Stuttgart mit 19,58 m im Finale auf Rang fünf und 1997 beendete sie ihre aktive sportliche Karriere im Alter von 34 Jahren.